# Manotte d'Artois
La manotte d'Artois est une race de pigeon domestique originaire du Nord de la France. Elle est classée dans la catégorie des pigeons de forme.

## Histoire
Cette race de pigeon a été sélectionnée d'abord dans l'Artois et la Flandre française. C'est devenu une race plutôt rare aujourd'hui.

## Description
La manotte d'Artois se caractérise par sa toute petite huppe bien en pointe et plantée haut et par son plumage serré. Il s'agit d'un pigeon plutôt grand qui mesure de 36 à 38 centimètres de la pointe du bec à l'extrémité de la queue, au port légèrement relevé et au cou court. Il peut peser 500 grammes pour le mâle et 450 grammes pour la pigeonne. Sa poitrine est profonde et large. Son bec est blanc rosé.
Son plumage se présente en plusieurs coloris : bleu, bleu écaillé, noir, jaune, rouge, dun. Toutes les variétés sont marquées de blanc; la tête et le plastron en forme de bavette sont blancs. la partie postérieure du cou, le dos, la poitrine, les ailes (sauf la pointe de l'épaule) et la queue sont toujours colorés. Le vol est blanc, ainsi que le croupion. La variété pie a les mêmes marques blanches que les autres variétés, mais ses ailes sont entièrement blanches (sauf les scapulaires).